# Ä

De Ä/ä in Helvetica en Times New Roman

De Ä/ä (spreek uit: A-umlaut of A met trema) is een letter in het Latijnse alfabet. De letter wordt, in de talen waarin zij gebruikt wordt, meestal uitgesproken als /ɛ/ of /æ/.

## Gebruik
De zelfstandige letter is in gebruik in het Estische, Finse, Karelische, Limburgs, Luxemburgse, Noord-Friese, Rotumaanse, Saterfriese, Skolt-Samische, Slowaakse, Tataarse, Turkmeense en Zweedse alfabet. Ook komt de zelfstandige letter voor in het alfabet van enkele Roma-talen. De letter komt voor in één alfabet van een Romaanse taal, namelijk het Emiliaans.
Tijdens de Middeleeuwen werd in de Europese talen voor de A-umlaut de ligatuur 'Æ' gebruikt. Deze combinatie werd later omgevormd tot een A met een kleine E erboven. Nog weer later werd de superscript-E geschreven als twee verticale streepjes. Tegenwoordig worden deze streepjes soms gebruikt. Het schrijven van twee puntjes is echter gebruikelijker.
In sommige talen, zoals het Deens, het IJslands en het Noors wordt nog steeds de ligatuur Æ gebruikt.
Sommige lettertypen erkennen het onderscheid tussen trema en umlaut. De puntjes voor de umlaut zijn dan kleiner. Ook liggen ze dichter bij elkaar en liggen ze iets lager. Afhankelijk van taal en lettertype is dit verschil goed te zien.

## Weergave op de computer
In Unicode vindt men de Ä onder de codes U+00C4 (hoofdletter) en U+00E4 (onderkast). In ISO 8859-1 hebben de letters dezelfde plek.
In TeX worden de Ä en ä weergeven door respectievelijk \"A en \"a te gebruiken.
In HTML wordt voor de hoofdletter het commando &Auml gebruikt; voor de onderkast &auml.
De letter heeft geen plaats op een Nederlands toetsenbord. De altcode voor de hoofdletter is: ALT+0196. De altcode voor de onderkast is: ALT+0228.